# 帕拉特布埃諾

帕拉特布埃諾是哥倫比亞的城鎮，位於該國中部，由昆迪納馬卡省負責管轄，距離首府波哥大211公里，始建於1956年，面積883平方公里，海拔高度250米，2005年人口7,256。

## 外部連結
- （西班牙文） Paratebueno official website

4°22′23″N 73°13′17″W / 4.37306°N 73.2214°W